# Brickellia problematica
Brickellia problematica là một loài thực vật có hoa trong họ Cúc. Loài này được (Brandegee) B.L.Turner mô tả khoa học đầu tiên năm 1991.